# Daniel James Jr.
Pour les articles homonymes, voir James.
Daniel « Chappie » James Jr. (né le 11 février 1920 à Pensacola et mort le 25 février 1978 à Colorado Springs) est militaire, pilote de chasse et officier de l'United States Air Force.
En 1975, il est devenu le premier Afro-Américain à atteindre le grade de général dans les forces armées des États-Unis.
James commence sa carrière militaire comme Tuskegee Airmen.

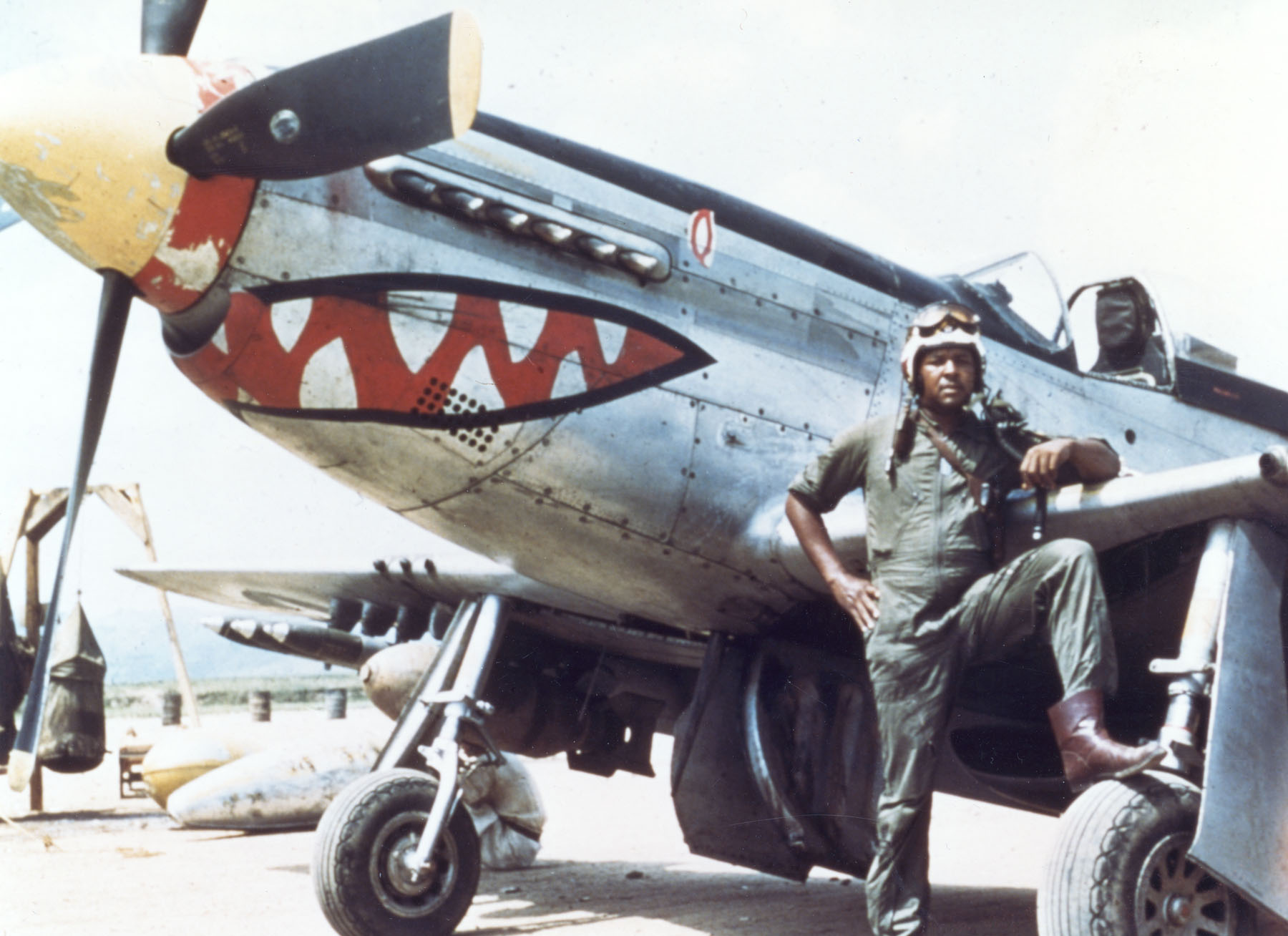
James devant son North American P-51 Mustang en Corée du Sud (1950).
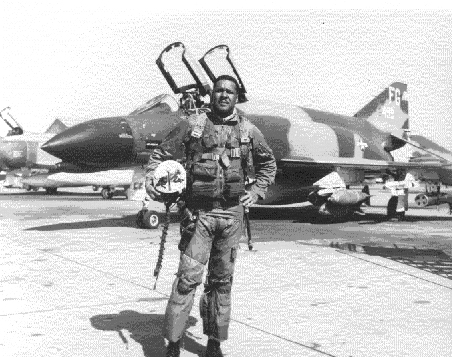
James devant son McDonnell Douglas F-4 Phantom II (dans les années 1960).
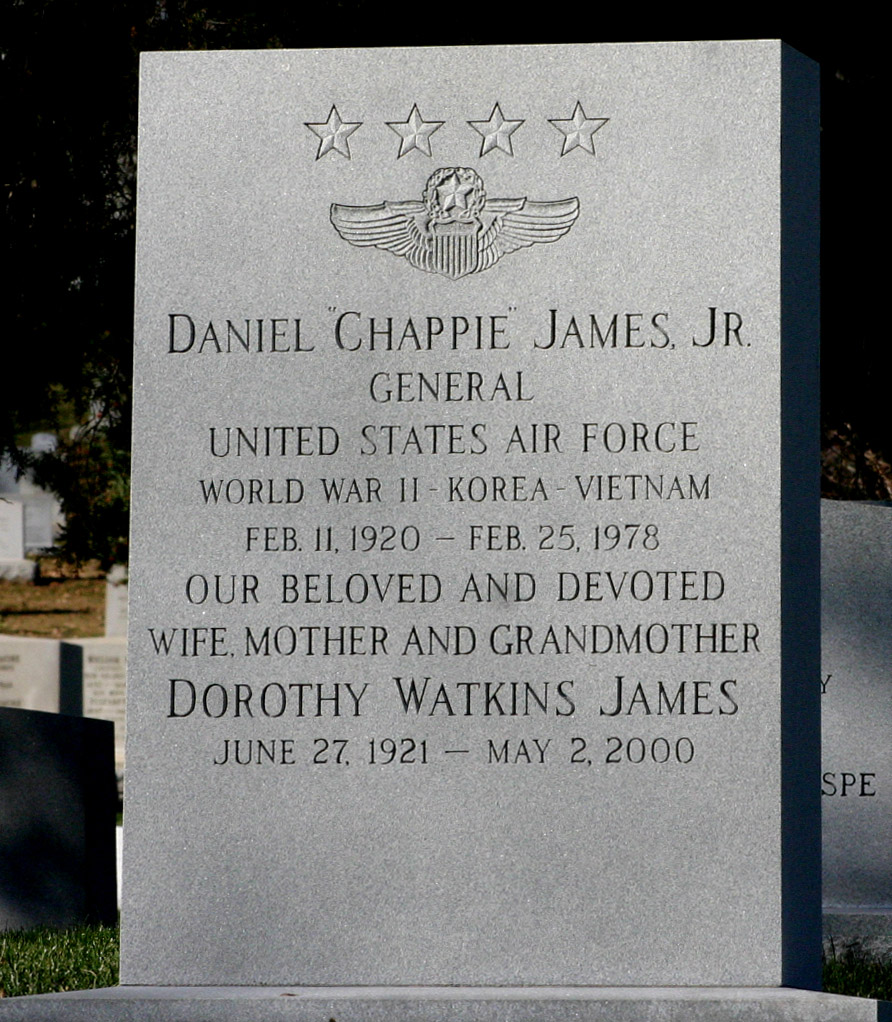
Sa tombe au cimetière national d'Arlington.